# Даффи, Меган
Меган Мари Даффи (англ. Megan Marie Duffy; род. 13 июля 1984 года, Кеттеринг, штат Огайо, США) — американская профессиональная баскетболистка, выступавшая в женской национальной баскетбольной ассоциации. Была выбрана на драфте ВНБА 2006 года в третьем раунде под общим 31-м номером клубом «Миннесота Линкс». Играла на позиции разыгрывающего защитника. После окончания игровой карьеры вошла в тренерский штаб команды NCAA «Сент-Джонс Ред Шторм». В настоящее время работает главным тренером студенческой команды «Майами Ред Хокс».

## Ранние годы
Меган Даффи родилась 13 июля 1984 года в городе Кеттеринг (штат Огайо), а училась она в соседнем городе Дейтон в средней школе Шаминад-Джулиенн, в которой выступала за местную баскетбольную команду.